# كاهوكيا (إلينوي)
كاهوكيا (بالإنجليزية: Cahokia)‏ هي مستوطنة تقع في الولايات المتحدة في إلينوي. يقدر عدد سكانها بـ 16,400 نسمة .

## التركيبة السكانية
حدّد مكتب تعداد الولايات المتحدة بيانات التركيبة السكانية لكاهوكيا في تعداد الولايات المتحدة. في ما يلي، التركيبة السكانية حسب تعدادي 2000 و2010.

### تعداد عام 2000
بلغ عدد سكان كاهوكيا 16,391 نسمة بحسب تعداد عام 2000، وبلغ عدد الأسر 5,693 أسرة وعدد العائلات 4,250 عائلة مقيمة في القرية. في حين سجلت الكثافة السكانية 613.9 نسمة لكل كيلومتر مربع (1,590.0/ميل2). وبلغ عدد الوحدات السكنية 6,213 وحدة بمتوسط كثافة قدره 232.7 لكل كيلومتر مربع (602.7/ميل2).
وتوزع التركيب العرقي للقرية بنسبة 58.28% من البيض و38.69% من الأمريكيين الأفارقة و0.32% من الأمريكيين الأصليين و0.38% من الأمريكيين ذوي الأصول الآسيوية و0.03% من سكان جزر المحيط الهادئ و0.73% من الأعراق الأخرى و1.56% من عرقين مختلطين أو أكثر و2.25% من الهسبانيون أو اللاتينيون من أي عرق.
بلغ عدد الأسر 5,693 أسرة كانت نسبة 46.6% منها لديها أطفال تحت سن الثامنة عشر تعيش معهم، وبلغت نسبة الأزواج القاطنين مع بعضهم البعض 43.2% من أصل المجموع الكلي للأسر، ونسبة 25.7% من الأسر كان لديها معيلات من الإناث دون وجود شريك، بينما كانت نسبة 5.8% من الأسر لديها معيلون من الذكور دون وجود شريكة وكانت نسبة 25.3% من غير العائلات. تألفت نسبة 20.9% من أصل جميع الأسر من عدة أفراد يعيشون في نفس المنزل ونسبة 8.6% كانت تتألف من شخص يعيش بمفرده يبلغ من العمر 65 عاماً أو أكثر. وبلغ متوسط حجم الأسرة المعيشية 2.84، أما متوسط حجم العائلات فبلغ 3.27.
بلغ العمر الوسطي للسكان 30.7 عاماً. وكانت نسبة 33.4% من القاطنين تحت سن الثامنة عشر، وكانت نسبة 8.7% بين الثامنة عشر والرابعة والعشرين عاماً، ونسبة 29.3% كانت واقعةً في الفئة العمرية ما بين الخامسة والعشرين والرابعة والأربعين عاماً، ونسبة 16.7% كانت ما بين الخامسة والأربعين والرابعة والستين، ونسبة 10.5% كانت ضمن فئة الخامسة والستين عاماً فما فوق. يوجد لكل 100 أنثى 88.9 ذكر، ويوجد لكل 100 أنثى في الثامنة عشر من عمرها فما فوق 82.6 ذكر.
بلغ متوسط دخل الأسرة في القرية 31,001 دولارًا، أما متوسط دخل العائلة فبلغ 35,582 دولارًا. وكان متوسط دخل الذكور 31,806 دولارًا مقابل 22,429 دولارًا للإناث. وسجل دخل الفرد الخاص بالقرية 14,545 دولارًا. وكانت نسبة 22.8% من العائلات ونسبة 24.9% من السكان تحت خط الفقر، وكان من هؤلاء نسبة 37% تحت سن الثامنة عشر ونسبة 5.3% في الخامسة والستين من العمر وما فوق.

### تعداد عام 2010
بلغ عدد سكان كاهوكيا 15,241 نسمة بحسب تعداد عام 2010، وبلغ عدد الأسر 5,126 أسرة وعدد العائلات 3,707 عائلة مقيمة في القرية. في حين سجلت الكثافة السكانية 570.8 نسمة لكل كيلومتر مربع (1,478.4/ميل2). وبلغ عدد الوحدات السكنية 6,056 وحدة بمتوسط كثافة قدره 226.8 لكل كيلومتر مربع (587.4/ميل2).
وتوزع التركيب العرقي للقرية بنسبة 34.33% من البيض و62.23% من الأمريكيين الأفارقة و0.20% من الأمريكيين الأصليين و0.20% من الأمريكيين ذوي الأصول الآسيوية و0.01% من سكان جزر المحيط الهادئ و1.02% من الأعراق الأخرى و2.02% من عرقين مختلطين أو أكثر و1.96% من الهسبانيون أو اللاتينيون من أي عرق.
بلغ عدد الأسر 5,126 أسرة كانت نسبة 44% منها لديها أطفال تحت سن الثامنة عشر تعيش معهم، وبلغت نسبة الأزواج القاطنين مع بعضهم البعض 31.1% من أصل المجموع الكلي للأسر، ونسبة 34.2% من الأسر كان لديها معيلات من الإناث دون وجود شريك، بينما كانت نسبة 7% من الأسر لديها معيلون من الذكور دون وجود شريكة وكانت نسبة 27.7% من غير العائلات. تألفت نسبة 22.6% من أصل جميع الأسر من عدة أفراد يعيشون في نفس المنزل ونسبة 6.8% كانت تتألف من شخص يعيش بمفرده يبلغ من العمر 65 عاماً أو أكثر. وبلغ متوسط حجم الأسرة المعيشية 2.93، أما متوسط حجم العائلات فبلغ 3.41.
بلغ العمر الوسطي للسكان 30.5 عاماً. وكانت نسبة 32.6% من القاطنين تحت سن الثامنة عشر، وكانت نسبة 10.3% بين الثامنة عشر والرابعة والعشرين عاماً، ونسبة 25.7% كانت واقعةً في الفئة العمرية ما بين الخامسة والعشرين والرابعة والأربعين عاماً، ونسبة 22.4% كانت ما بين الخامسة والأربعين والرابعة والستين، ونسبة 9% كانت ضمن فئة الخامسة والستين عاماً فما فوق. وتوزع التركيب الجنسي للسكان بنسبة 46.2% ذكور و53.8% إناث.